# シャカイハタオリ
シャカイハタオリ (Philetairus socius) は、鳥綱スズメ目ハタオリドリ科シャカイハタオリ属に分類される鳥類。本種のみでシャカイハタオリ属を構成する。
南部アフリカ特産のスズメ科鳥類の1種。分布の中心は南アフリカ共和国の北ケープ州にある。鳥類には珍しく巨大なコロニーを形成する。本種の構築するコロニーは、おそらく他のどの鳥の巣よりも巨大かつ壮麗な建築物となっている。

## 分布
ナミビア、ボツワナ、南アフリカ共和国
南アフリカ北西部からボツワナ南西部にかけて分布し、ナミビア北部に向けて分布を広げつつある。とりわけカラハリ南部に特徴的な、不毛なサバナ地帯に集中しているが、この地域は Aristida ciliata や Stipagrostis 属といった硬いイネ科植物の繁茂地であり、それらは本種の巣材に適しているため、その分布がまた本種の分布の主な決定因子となっていると考えられる。カラハリ北部から中心部にかけて生育するより丈の高い草は自然発火しやすく、それが本種のこれら地域への分布を阻害している主因と考えられている。またこの地域は、夏期に降雨がまず期待できないためほぼ不毛となっている。生息個体数は定量化されていないが、かなり多くいる普通種と評価されている。

## 体型と特徴
全長約14cm、腮(さい)と主翼下の脇は黒く、背面は細かく波打つ。体重は26-32グラムで、雌雄同型。

## 分類
2020年の時点でIOC World Bird List(v 10.2)では、亜種を認めていない

## 生態
分布域南部では本種は通年、もしくは雨季と密接に関連して繁殖している。分布域北部では、8月から12月にかけて間欠的に繁殖する記録がある。繁殖期であっても降雨量が少なく、コロニーに営巣する鳥のかなり、時には過半数が繁殖できなかったりした場合は、数年に及びコロニー全体で繁殖を止めることがある。多くの場合、1シーズンあたり多くて4羽のヒナを育て上げる。若鳥には、より幼いヒナの成育を補助をするヘルパーの性質があることが知られており、同じコロニーに営巣するすべてのつがいの、血縁のないヒナであってもその世話をする。卵やヒナの捕食が繰り返された結果、1つがいが1シーズンに9羽のヒナをかえした記録もある。出生後1年で繁殖をはじめる北半球のスズメ科鳥類と異なり、本種が繁殖の支度に入るのは遅く、出生後2年目以降になってからである。

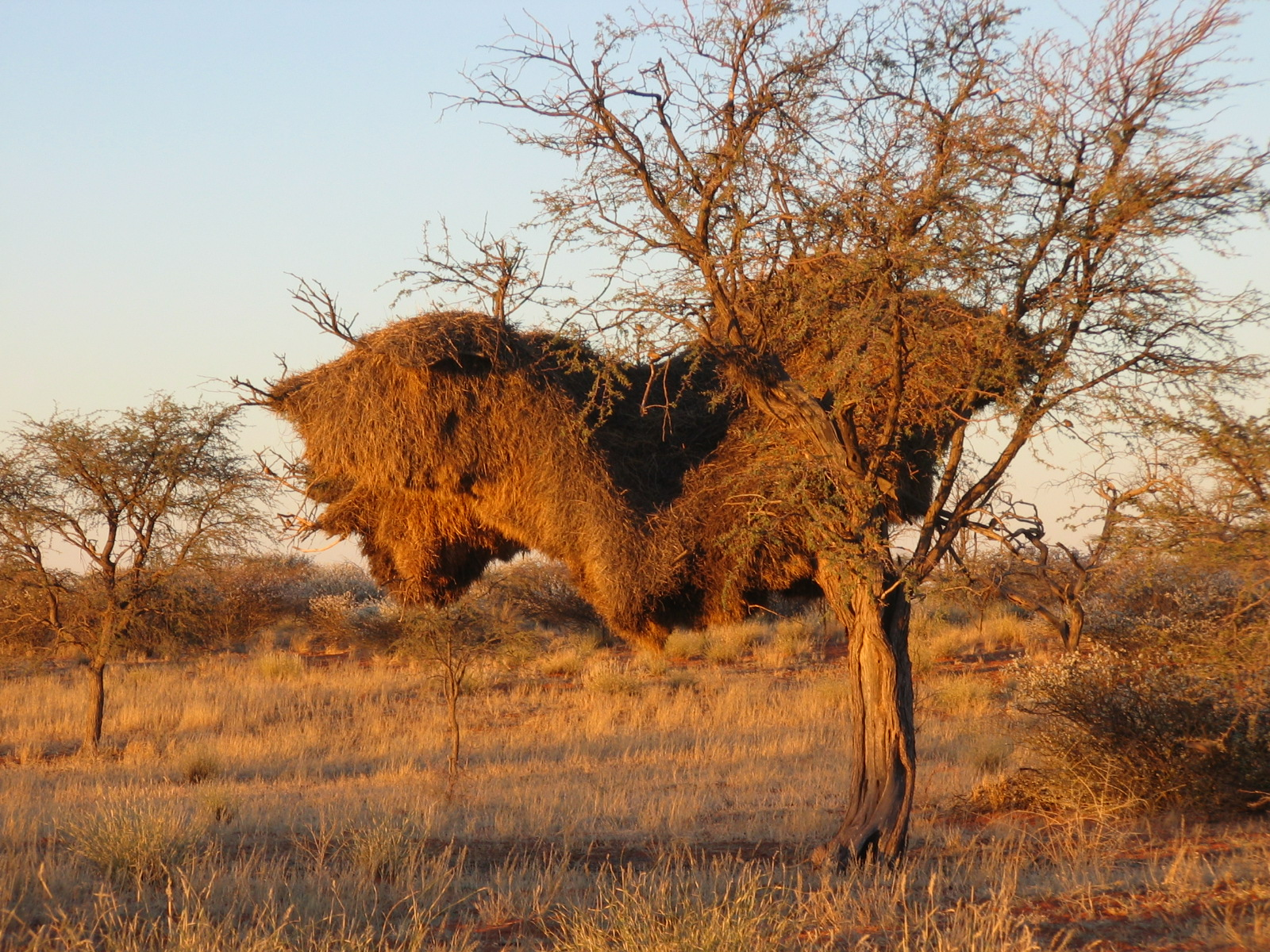
シャカイハタオリのコロニーは、鳥類の巣としてはどの鳥のそれより大きい。

シャカイハタオリは木、もしくは他の高い構造物に恒久的な集団巣、コロニーを建設する。こうしたコロニーは、全鳥類中で最大であり、優に100つがいを超える個体を収納できるほど巨大で、数世代にわたって使用される。巣は高度に構造化されていて、外気温とは関わりながらその内部は心地よい温度に保たれる。中心に位置する部屋は保温されており、寝ぐらに使用される。外に面した部屋は昼間の日よけに使われ、外気温変化が 16-33 ℃に達するのに対して、部屋内部の温度変化を7-8℃で維持する。別種の鳥数種がこのコロニーで共生しており、もっともよく見られるのはコビトハヤブサという猛禽である。このハヤブサは、これまでシャカイハタオリに対し何ら利害を与えないものと広く信じられてきたが、シャカイハタオリの孵化直後のヒナを捕食するので天敵視されている例が、キンバリーのいくつかのサイトから報告されている。オオイッコウチョウやコザクラインコはここで繁殖する一方で、シロマユゴシキドリやアカオイワビタキ、シジュウカラの1種 Parus cinerascens はここを寝ぐらとする。フクロウやハゲワシのようなより大きい鳥は、自身の巣を築くため、その土台としてこのコロニーを用いる。

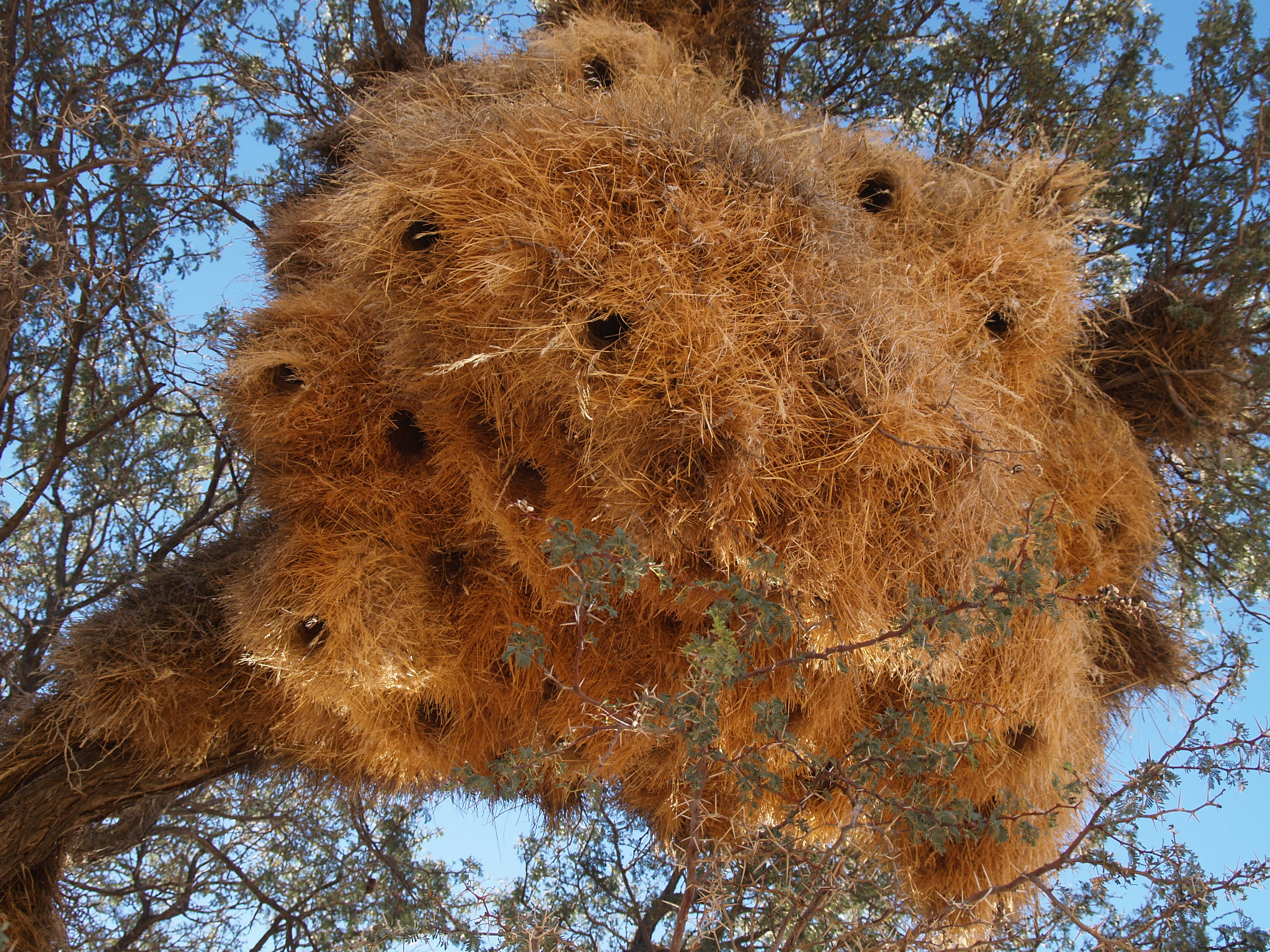
下に向いた部屋の入り口

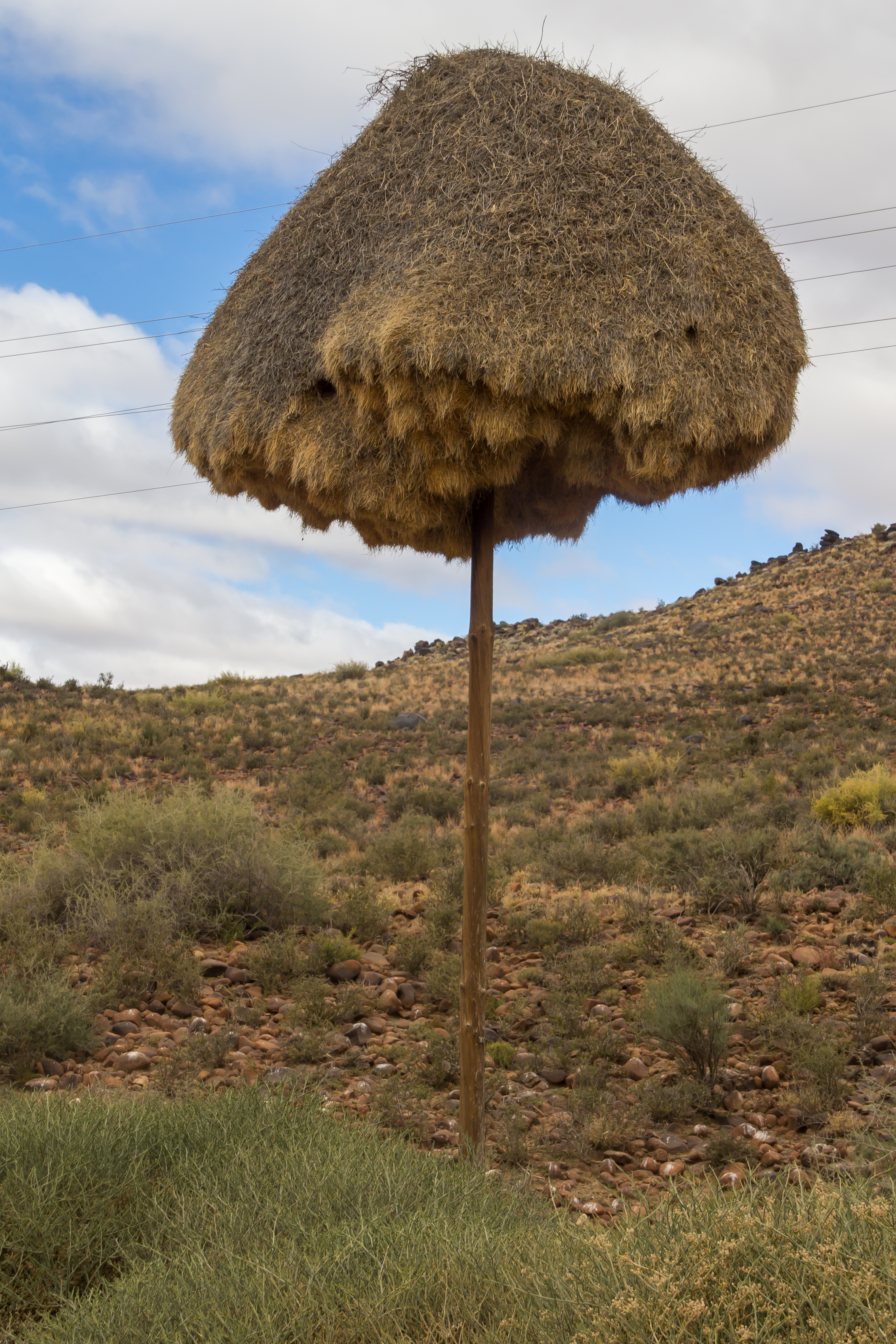
電柱上のコロニー

コロニーは多数の部屋からなっており、それぞれの部屋は1つがい（そのヒナも含め）に占有され、寝ぐらおよび繁殖に利用される。コロニーはアカシアのような大きくて頑丈な木に構築されるが、電柱上に構築されることもある。よく営巣されるのは アカシアの1種 Acacia erioloba、フウチョウソウ科の1種 Boscia albitrunca、アロエ属の1種 Aloe dichotoma といった木である。エトーシャ国立公園ではモパネの木  Colophospermum mopane への営巣も観察されている。大きなコロニーは何世代にもわたって活用され、100年を超えることも珍しくない。コロニーは木に積まれた大きな干し草の山のようになる。下から見た場合、部屋への入口が見られ、あたかも蜂の巣のごとくである。入口の径は 76 - 250mm である。先のとがった棒が、天敵の進入を阻止するために置かれる。ケープコブラやブームスラングといったヘビが主な天敵で、しばしばコロニーの部屋すべての卵を食い尽くされることがある。巣が襲撃される確率は高くて、巣の 70% のヒナや卵が襲撃により捕食された研究例もある。
電柱に築かれたコロニーは、雨季にはしばしば短絡の原因となり、乾季にはまた火事を起こす原因となる。
コロニー構築の共同作業は、血縁選択説に基づくとする説がある。
シャカイハタオリは昆虫食性であり、エサの80%を昆虫が占めている。水がほとんど見当たらない、乾燥したカラハリ砂漠の気候への適応として、本種は水分のすべてを昆虫から得ている。また、種子や他の植物質のエサも食べる。採餌はほとんどは地上で、また時には枝や樹皮上で行われる。

## 存続
本種の個体数は今世紀において増加しているが、これはおそらく電柱や、他の人工構築物など営巣に適した場所が増加しているがゆえであろう。個体数を減らすような環境悪化要因も特に見当たらず、現在の分布している地域での未来は安泰といえる。しかし、北ケープ州のガープ高原北部に離れて分布する一群は、アカシアの伐採により生息地の状況が危機的になっている。他の分布域では、過放牧による荒地化が地域的な絶滅もひき起こす可能性がある。